# Jan Michaelsen
 Der er flere personer med dette navn, se Jan Michaelsen (journalist).
Jan Munk Michaelsen (født 28. november 1970 i Nantes i Frankrig) er en tidligere dansk fodboldspiller og -træner.
Han har spillet for Svendborg fB, Vanløse, HIK, AB, Panathinaikos og HamKam. Med Panathinaikos spillede han også i Champions League.
Han har spillet 19 landskampe og scoret 1 mål for Danmark, 170 kampe for AB og 100 for Panathinaikos.
Fra januar 2009 var Jan Michaelsen træner for FCK's 2. divisionshold, fra sæsonen 09/10 som cheftræner for FCK's U17-hold. i 2012 tiltrådte han som træner for Danmarks U/17-landshold.
Jan Michalsens far var afdøde tidligere fodboldspiller Allan Michaelsen.

## Titler og hæder
Michaelsen spillede i de sekundære rækker, indtil han som 25 - årig fik en deltidskontrakt med daværende superligaklub AB.  Her var han med til at vinde DBU's pokalturnering i 1999, og i 2000 blev han valgt som Årets pokalfighter i en finale, som AB dog tabte.. I 2001 blev han solgt til Panathinaikos, hvor han spillede på holdet, der både blev græske mestre og pokalvindere i 2004. Han var i den danske trup ved VM-slutrunden i 2002, hvor han dog ikke fik spilletid..

## Artikler
- Niels Idskov:En rejsende i fodbold. Dagbaldet m.fl. weekend, 20. januar 2018, s. 2-3